# Robert Breer
Robert Breer (Detroit, 30 settembre 1926 – Tucson, 11 agosto 2011) è stato un regista statunitense.

## Biografia
Pioniere dell'animazione sperimentale, si dedica inizialmente alla pittura. Dopo la laurea si trasferisce a Parigi, dove s'interessa al film-collage astratto  (Form Phases, 1954-1956). Rientrato negli Stati Uniti alla fine degli anni cinquanta, continua a realizzare cortometraggi d'animazione e a tecnica mista, inclusa un'opera con attori in carne e ossa (Pat's Birthday, 1962). Su invito di Jonas Mekas, nel 1962 è fra i fondatori del New York Film-Makers' Cooperative.
Nel 1987 riceve il Maya Deren Independent Film and Video Artists Award, assegnato dall'American Film Institute per "i risultati ottenuti nel cinema indipendente underground e non commerciale".
Nel 2002 il suo film Fuji (1974) è incluso nell'US Library of Congress National Film Registry.

## Filmografia
- Un miracle (1954)
- Images by images (1956)
- A man and his dog out for air (1957)
- Eyewash (1958)
- Inner and outer space (1960)
- Blazes (1961)
- Pat's birthday (1962)
- Homage to Jean Tinguely's (1962)
- Homage to New York (1962)
- Fist fight (1964)
- 66 (1966)
- 69 (1969)
- 70 (1970)
- Gulls and boys (1972)
- Fuji (1974)
- T.Z. (1979)
- Atoz (2000)
- What goes up (2003)

## Pubblicazioni
- Robert Breer, More Floats, Galeria Bonino, 1967
- Robert Breer, a cura di Andres Pardey, Kerber, 2011, ISBN 9783866785311